# Orgilus ablusus
Orgilus ablusus är en stekelart som beskrevs av Muesebeck 1970. Orgilus ablusus ingår i släktet Orgilus och familjen bracksteklar. Inga underarter finns listade i Catalogue of Life.